# Camelot (film)
Camelot er en amerikansk musicfantasy dramafilm instrueret af Joshua Logan med manuskript af Alan Jay Lerner, der e rbaseret på musicalen af samme navn fra 1960 af Lerner og Frederick Loewe. De medvirkende tæller Richard Harris som Kong Arthur, Vanessa Redgrave som Guenevere, og Franco Nero som Lancelot, samt David Hemmings, Lionel Jeffries og Laurence Naismith.
I april 1961 købte Warner Bros. rettighederne til at producere en filmatisering af musicalen med Lerner tilknyttet som manuskriptforfatter. Projektet blev dog midlertidigt skrinlagt, da studiet i stedet besluttede at filmatisere My Fair Lady først. I 1966 fortsatte man med udviklingen af filmen med Joshua Logan som instruktør. De oprindelige medvirkende Richard Burton og Julie Andrews blev kontaktet for at få dem til at gentage deres rolle fra musicalen, men begge afslog, og de blev erstattet med Harris og Redgrave. Optagelserne foregik i Spanien og i Warner Bros. studie i Burbank, Californien.
Camelot blev udgivet 25. oktober 1967, og den blev blandede anmeldelser, men blev en stor kommerciel succes, hvor den indspillede for $31,5 mio. mod et budget på $13 mio, og det blev den tiende bedst sælgende film i 1967. Den modtog fem nomineringer ved 40th Academy Awards og vandt tre: Best Score, Best Production Design og Best Costume Design. Den vandte også tre Golden Globe Awards, for Best Actor – Motion Picture Musical or Comedy (Richard Harris), Best Original Song (for "If Ever I Would Leave You") og Best Original Score.

## Medvirkende
- Richard Harris – Kong Arthur
  - Nicolas Beauvy – Arthur som dreng
- Vanessa Redgrave – Guinevere
- Franco Nero – Lancelot du Lac
- David Hemmings – Mordred
- Lionel Jeffries – kong Pellinore
- Laurence Naismith – Merlin
- Pierre Olaf – Dap
- Estelle Winwood – lady Clarinda
- Gary Marshal – sir Lionel
- Anthony Rogers – sir Dinadan
- Peter Bromilow – sir Sagramore
- Sue Casey – lady Sibyl
- Gary Marshal – Tom of Warwick
- Gene Merlino – Lancelots sangstemme